# Cambalacho
Cambalacho é uma telenovela brasileira produzida e exibida pela TV Globo de 10 de março a 3 de outubro de 1986, em 173 capítulos. Substituindo Ti Ti Ti e sendo substituída por Hipertensão, foi a 36ª "novela das sete" exibida pela emissora.
Escrita por Silvio de Abreu, que abordou como tema "a situação moral vergonhosa do Brasil". Com supervisão de Daniel Filho, direção de Jorge Fernando e Del Rangel, e direção geral de Jorge Fernando.
Contou com as participações de Fernanda Montenegro, Gianfrancesco Guarnieri, Natália do Vale, Cláudio Marzo, Susana Vieira, Edson Celulari, Débora Bloch, Regina Casé e Flávio Galvão.

## Enredo
Dois trambiqueiros protagonizam a trama de Cambalacho: Leonarda Furtado, a Naná, e seu compadre Jerônimo Machado, o Jejê. Os dois são parceiros nos "cambalachos" que Naná faz para sobreviver e manter os estudos da filha Daniela na Suíça. Para aliviar a culpa pelas trapaças que comete, Naná leva para sua casa crianças que recolhe nas ruas de São Paulo. Apesar de viverem de trambiques, Naná e Gegê são boas pessoas; só não conseguem ganhar a vida de outra maneira.
A vilã da novela é Andréia, uma mulher ambiciosa e sem nenhum escrúpulo, que se casa com o milionário Antero Souza e Silva, sonhando ficar rica. Para herdar a fortuna, ela é capaz de qualquer coisa, até mesmo planejar a morte do próprio marido, sabotando o iate dele e provocando um grave acidente em alto-mar. Com a morte de Antero, seu testamento é aberto e, para desespero de Andréia, ele designou como herdeira Naná, uma suposta filha desaparecida.
Filho legítimo de Antero, o bailarino Thiago não tem direito a herança, pois seu pai havia o deserdado, por não concordar com a profissão escolhida pelo filho. Thiago conhece Ana Machadão, filha de Gegê, uma jovem bonita, porém descuidada e masculinizada, que trabalha como mecânica. Os dois se estranham, mas apesar de suas diferenças, logo se apaixonam.
Determinada a reaver a fortuna do marido, Andréia contrata o advogado Rogério Guerreiro para cuidar do caso, e ele usa de todos os meios ilícitos para satisfazer sua cliente. Rogério é a paixão de Andréia, apesar de ser seu cunhado, casado com a irmã dela, a sensível  Amanda. Ele é um machão, que vive tendo relacionamentos passageiros fora do casamento, achando que jamais será descoberto pela mulher. Quando Amanda, também advogada e dona da academia Physical, percebe que está sendo traída, decide defender Naná na disputa pela herança de Antero. 

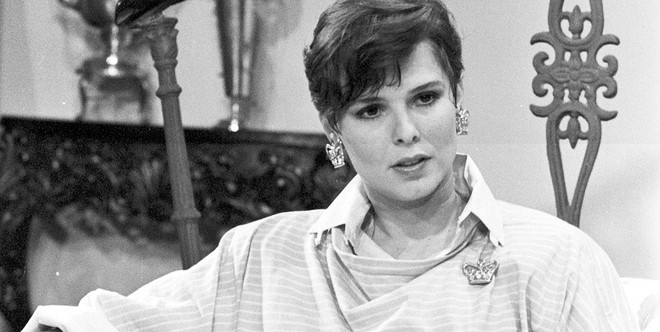
A atriz Louise Cardoso em cena como Daniela, a falsa filha de Naná.

A trama sofre uma reviravolta com a chegada de Daniela, suposta filha de Naná, ao Brasil. Ao saber da herança da mãe,  Daniela chega ao país acompanhada do noivo, o Conde Jean Pierre, e do sogro, o Duque Armand. Aos poucos, nota-se que Daniela é uma jovem aproveitadora, que está interessada em tirar proveito da fortuna que a mãe receberá. Na realidade, ela é uma impostora que aproveitou o fato de ter o mesmo nome da filha perdida de Naná, para lhe dar um golpe. Os trapaceiros Jean Pierre e Armand, na realidade, se chamam João Pedro e Armandinho, e também estão de olho na grana de Naná. Exercendo grande poder sobre ela, Daniela chega a convencer Naná a colocar seus filhos adotivos(Exceto Julinha, sua filha adotiva mais velha)em um colégio interno para crianças. Apaixonada por Tiago, Daniela chega a atrapalhar o romance dele com Ana Machadão. 
Cambalacho também contava a história de Albertina Pimenta, mais conhecida como Tina Pepper, e sua mãe, Lili Bolero. Enquanto a filha, fã da Tina Turner, sonha ser uma cantora famosa e usa uma peruca para imitar o cabelo de sua musa, sua mãe é uma cantora frustrada que vive a reclamar que Angela Maria prejudicara sua carreira na música. Lili é apaixonada pelo cunhado Gegê e faz tudo para conquistá-lo, rivalizando com a vizinha  Naná. Apaixonada pelo vizinho Aramis, a pretensiosa Tina fazia de tudo para conquistá-lo, chegando a roubar um livro de feitiços e com a ajuda do feitiço da Salamandra, tentar conquistar seus pretendentes. Aramis é irmão de Porthos e Athos, e ambos foram criados pelo tio, Seu Biju, ex alfaiate, apaixonado por Lili Bolero. O ganancioso Athos é piloto de motocross e acaba se envolvendo com Andréia; enquanto Porthos se apaixona por Julinha, uma das filhas de criação de Naná. 
Há também outras histórias como a de Rick, jovem que abandonou os estudos para se dedicar a sua grande paixão, o circo, contrariando os planos de seus pais, o divertido casal Céci e Wanderley, e a de Debby Day, bailarina americana que depois de ser seduzida por Rogério em Roma, chega ao Brasil para procurá-lo.

## Elenco
| Interprete              | Personagem                                                             |
| ----------------------- | ---------------------------------------------------------------------- |
| Fernanda Montenegro     | Leonarda Furtado Machado (Naná / Madame Narda)                         |
| Gianfrancesco Guarnieri | Jerônimo Machado (Jejê)                                                |
| Natália do Vale         | Andréia Pereira Souza e Silva                                          |
| Cláudio Marzo           | Rogério Guerreiro                                                      |
| Susana Vieira           | Amanda Pereira Guerreiro                                               |
| Débora Bloch            | Ana Maria Machado (Ana Machadão)                                       |
| Edson Celulari          | Thiago Souza e Silva                                                   |
| Regina Casé             | Albertina Pimenta (Tina Pepper)                                        |
| Flávio Galvão           | Athos Trancoso                                                         |
| Consuelo Leandro        | Liliana Pimenta (Lili Bolero)                                          |
| Oswaldo Loureiro        | Armando da Cruz (Armandinho / Dinho) / Duque Armand Grimaldi Delacroix |
| Louise Cardoso          | Daniela Fernandes / Daniela Furtado (falsa)                            |
| Emiliano Queiroz        | Claudionor Trancoso (Seu Biju)                                         |
| Rosamaria Murtinho      | Cecília Pereira (Céci)                                                 |
| Roberto Bomfim          | Vanderley Romano                                                       |
| Marcos Frota            | Henrique Pereira Romano                                                |
| Cristine Nazareth       | Deborah Day (Debbie Day)                                               |
| Fábio Sabag             | Olívio / Conde Ovídio de Oliveira                                      |
| Jaqueline Laurence      | Dominique Montmartre                                                   |
| Luiz Fernando Guimarães | João Pedro / Jean-Pierre Montmartre                                    |
| Paulo César Grande      | Aramis Trancoso                                                        |
| Maurício Mattar         | Porthos Trancoso                                                       |
| Andréa Avancini         | Júlia Furtado (Julinha)                                                |
| Duse Nacaratti          | Cibele Sampaio                                                         |
| Leina Krespi            | Ademilde Antunes (Dona Dedé)                                           |
| Maria Helena Pader      | Matilde Rebello                                                        |
| Moacyr Deriquém         | Eurives Dourado                                                        |
| Ângela Rebello          | Maria Helena                                                           |
| Marcus Vinícius         | Michelin                                                               |

### Crianças
| Ator / Atriz            | Personagem |          |
| ----------------------- | ---------- | -------- |
| Gabriela Bicalho        | Bepa       | Bepa     |
| Fernando Vannucci Filho | Chiquito   | Chiquito |
| João Rebello            | Maneco     | Maneco   |
| Cristiane Lopes         | Mena       | Mena     |
| Kiko Olivetti           | Miltinho   | Miltinho |
| Daniel Marques          | Betinho    | Betinho  |
| Malik dos Santos        | Tico       | Tico     |

### Participações especiais
| Interprete              | Personagem                                                  |
| ----------------------- | ----------------------------------------------------------- |
| Paulo Leão              | Encanador atrapalhado (no primeiro capítulo)                |
| Mário Lago              | Antero Souza e Silva                                        |
| Joana Fomm              | Joana Duarte                                                |
| Cristina Pereira        | Daniela Furtado (filha legitima de Naná)                    |
| Paulo Guarnieri         | Sacristão no primeiro capítulo                              |
| Ivan Mesquita           | Padre no primeiro capítulo                                  |
| Carlos Kroeber          | Delegado no primeiro capítulo                               |
| Paulo Goulart           | Amigo de Antero                                             |
| Monica Feijó            | Isabel                                                      |
| Alcione Mazzeo          | Mulher na plateia do tribunal                               |
| Yara Amaral             | Dinorah Melina                                              |
| Ruth de Souza           | Mãe Aparecida                                               |
| Geraldo Del Rey         | Dr. Carlos Calux                                            |
| Lícia Magna             | cliente da Madame Narda                                     |
| Cláudia Raia            | Maria Antonieta Félix y Armendariz                          |
| Cláudio Correa e Castro | Bóris Monteiro                                              |
| Henriqueta Brieba       | Dona Ubiratânia Furtado                                     |
| Luiz Carlos Arutin      | Investigador Paulo Gaspar                                   |
| Arthur Costa Filho      | Juiz de menores                                             |
| Mauro Mendonça          | Testamenteiro                                               |
| Augusto Olímpio         | Pagliuca (repórter de rádio)                                |
| Edyr de Castro          | Dorotéia                                                    |
| Wilza Carla             | Dona Romilda                                                |
| Zilka Salaberry         | Juíza no caso da herança de Antero                          |
| Luiz Carlos Buruca      | Ariovaldo Ventura                                           |
| Luiza Brunet            | Veridiana                                                   |
| Monique Evans           | Bárbara                                                     |
| Maria Lúcia Dahl        | Prostituta                                                  |
| Inês Galvão             | Prostituta                                                  |
| Eduardo Lago            | Fábio                                                       |
| Carlos Zara             | Hoffmann                                                    |
| Clemente Viscaino       | Dono do carro usado numa rifa por Naná e Gegê               |
| Marcos Wainberg         | Geraldinho Giovanni                                         |
| José Steinberg          | Seu Jacó                                                    |
| Pedro Farah             | Hermínio de Carvalho                                        |
| Carlos Gregório         | Maestro Ciro                                                |
| Antonio Pedro           | Maestro João Ribeiro D'Almeida                              |
| Claudioney Penedo       | Delegado Paixão                                             |
| Renata Fronzi           | Diretora do colégio interno                                 |
| Milton Gonçalves        | Tião Dedão da Baixada do Glicério                           |
| Guilherme Corrêa        | Palhares                                                    |
| Dill Costa              | Suzinete                                                    |
| Humberto Catalano       | Gerente do hotel no Rio de Janeiro                          |
| Lina Fróes              | Modista                                                     |
| Wilson Vianna           | Zé Piolho                                                   |
| Wilson Grey             | Lacraia                                                     |
| Ivon Curi               | Príncipe em lua-de-mel no hotel do Rio de Janeiro           |
| Adelaide Chiozzo        | Princesa em lua-de-mel no hotel do Rio de Janeiro           |
| Zezé Macedo             | Camareira do hotel no Rio de Janeiro                        |
| Eduardo Martini         | Professor de ginástica da Physical                          |
| Ernani Moraes           | Patrocinador de Athos                                       |
| Jitman Vibranovski      | Raio Sinistro                                               |
| Roberto de Cleto        | Dr. Morton                                                  |
| Rosemary                | Maria Vargas                                                |
| Cláudio Gaya            | Delegado Giuliano Laurenza                                  |
| Evandro Mesquita        | Alcebíades da Silva                                         |
| Alexandre Frota         | Rapaz que assedia Julinha na quermesse                      |
| Hemílcio Fróes          | Representante da fábrica das peças criadas por Ana Machadão |
| Roberto Bomtempo        | Policial que interroga Naná                                 |
| Amir Haddad             | Juiz que preside o julgamento de Naná                       |
| Luiz Magnelli           | Promotor no julgamento de Naná                              |
| Gilles Gwizdek          | Marchand                                                    |
| Antônio Carlos Pires    | Antunes                                                     |
| Rômulo Arantes          | Namorado de Andreia na Espanha                              |
| Daniel Filho            | Agente da Interpol que prende Andreia                       |
| Emilinha Borba          | Ela mesma                                                   |
| Francisco Carlos        | Ela mesma                                                   |
| Wilma Dias              | Ela mesma                                                   |
| Emílio Santiago         | Ele mesmo                                                   |
| Angela Maria            | Ela mesma                                                   |
| Guel Arraes             | Ele mesmo                                                   |
| Chacrinha               | Ele mesmo                                                   |
| Russo                   | Ele mesmo                                                   |
| Jorge Fernando          | Palhaço Pirulito                                            |
| Silvio de Abreu         | Padre no casamento de Naná e Gegê                           |

## Produção

### Roteiro
Mais uma novela que mostrou o espírito inventivo de Sílvio de Abreu em sua primeira novela sem a censura no Brasil, o autor usou Cambalacho para criticar o comportamento condescendente frente a falcatruas e à corrupção, uma maneira de combater a ideia de que se pode levar vantagem em tudo. Ele comentou em entrevista: “Cambalacho falava da falta de vergonha geral no Brasil. O país era tão corrupto que as pessoas se sentiam no direito de serem corruptas. Mas essa mensagem não passou na novela. O tom de comédia, as situações engraçadas, foram mais fortes”.  Foi por isso que conseguiu criar dois protagonistas anti-heróis, dois trambiqueiros. Também pôde discutir a moral do país, como a questão da homossexualidade, o que seria inconcebível nos tempos da ditadura militar, o que, segundo ele, seria inconcebível em tempos de repressão.
Grande destaque para o personagem Tiago (Edson Celulari) que é um jovem bailarino que sofre por sua profissão não ser aceita por seu pai, Antero (Mário Lago), e acaba sendo deserdado. Ele é apaixonado por Ana Machadão (Débora Bloch), filha de Gegê (Gianfrancesco Guarnieri), uma jovem que carrega no nome e na personalidade a aspereza que sua profissão de mecânica de automóveis lhe ensinou. Apesar disso, nem Tiago nem Ana são homossexuais. Através dos dois personagens, o autor invertia profissões tradicionalmente masculinas e femininas e trazia a discussão acerca de preconceitos relacionados ao comportamento social. O casal fez tanto sucesso, que emplacou a capa da trilha sonora internacional da novela.
Mas também transformou sua trama folhetinesca numa deliciosa e divertida comédia. Muitas ideias excelentes, com uma integração perfeita do texto com o elenco e direção. Ótimos momentos de Fernanda Montenegro, Gianfrancesco Guarnieri e Natália do Valle - ela, como a inesquecível vilã Andreia Souza e Silva, a "perigosa", como repetia o refrão do tema musical da personagem.
O nome de Naná (Fernanda Montenegro), quando fazia cambalachos como cartomante-vidente, era "Madame Narda". Outra curiosidade, era o apelido da personagem Cecília (Rosamaria Murtinho), que gostava de ser chamada Céci, com o acento na primeira sílaba, ao invés de Cecí.
O nome da academia de Amanda (Susana Vieira) se chamava Phsysical, que tinha seu formato de pirâmide. Tina Pepper (Regina Casé) tomou conhecimento do livro "O livro da Salamandra", através de uma cliente da academia Physical, Dona Romilda (Wilza Carla). Tina roubou o livro da cliente e começou a fazer feitiços para deixar os homens enlouquecidos, foi desta maneira que a moça conseguiu despertar o interesse de Aramís (Paulo César Grande), que curiosamente no último capítulo se apaixonou verdadeiramente por ela.
Destaque também para as presenças hilariantes de Regina Casé e Consuelo Leandro, que viveram Tina Pepper e Lili Bolero, mãe e filha na novela. Enquanto Tina Pepper queria ser a Tina Turner brasileira (cantora estadunidense que estava no auge da popularidade na época), ela usava uma peruca para imitá-la. No decorrer da trama, Tina Pepper gravou um disco e ficou rica e famosa, tendo inclusive se apresentado no Cassino do Chacrinha. Sua música “Você Me Incendeia” virou um hit dentro e fora da novela. Já Lili Bolero passou a novela inteira dizendo que perdera o sucesso, por causa da cantora Ângela Maria, Em virtude disso, a cantora surgiu numa participação especial. No último capítulo é revelado que Naná (Fernanda Montenegro) era realmente filha de Antero (Mário Lago) com Dona Ubiratânia (Henriqueta Brieba).
Apaixonado por cinema, Silvio de Abreu sempre traz referências à sétima arte nos seus trabalhos na televisão. Segundo o autor, a trama de Andréia é inspirada em filmes policiais. Já Naná e Gegê vivem na atmosfera de Oliver Hardy e Stan Laurel, conhecidos como O Gordo e o Magro, personagens anglo-americanos que se tornaram ícones na comédia cinematográfica mundial.
A canção Thanks for The Memories inspirou Silvio de Abreu a escrever a trama de Susana Vieira (Amanda) e Cláudio Marzo (Rogério).
As primeiras chamadas da novela aguçavam a curiosidade do telespectador: “você sabe o que quer dizer ‘cambalacho’?”. O termo popularizou-se, tornando-se expressão comum para designar golpe, trapaça.

### Gravações
A novela, ambientada em São Paulo, indicava as passagens de tempo através de letreiros luminosos, criados por computador e postos no alto dos prédios da cidade. Nesses painéis apareciam desenhos e frases do tipo "Cai a noite", "Amanheceu", "Enquanto isso", entre outros.
Silvio de Abreu pretendia gravar o encontro de Debbie Day (Christine Nazareth) e Rogério (Cláudio Marzo), em Las Vegas, nos Estados Unidos. Mas a locação precisou ser em Roma, na Itália, onde a equipe de produção poderia usar a infraestrutura da Tele Monte Carlo, emissora das Organizações Globo entre os anos 1985 e 1993.
Poucos antes da novela estrear, no governo de José Sarney, o Brasil lançou o Plano Cruzado. Algumas cenas da novela, por conta disso, tiveram de ser adaptadas, pois faziam referência a valores ainda cotados em Cruzeiro (a moeda anterior). A solução foi mostrar na tela a correspondência de valores.
As mães dos atores e atrizes que interpretavam as crianças que Naná (Fernanda Montenegro) abrigava em sua casa ajudavam a direção da novela a guiá-las. As mães tinham vários truques e acabavam dirigindo os próprios filhos.
Joana Fomm, intérprete de Joana, encerrou sua participação na novela no decorrer das gravações por motivo de saúde.
O ator Marcos Frota, que viveu o trapezista Rick na novela, deu continuidade na vida real à atividade circense, inaugurando no Rio de Janeiro a Unicirco, primeira faculdade de artes circenses.
Foi o primeiro trabalho de Zilka Salaberry, após o término do programa Sítio do Picapau Amarelo, em janeiro de 1986. A atriz que vivera Dona Benta por muitos anos, fez uma participação em Cambalacho como a juíza que dava a herança de Antero (Mário Lago) à Naná (Fernanda Montenegro).
A última sequência da novela fugiu do tradicional e contou com imagens gravadas de um helicóptero – ao som da música “Armando Eu Vou” (cantada por Cida Moreira) - as sequências finais contaram com a participação de um corpo de balé caracterizado com figurinos dos personagens da novela, que, no final da coreografia, vistos do alto, os bailarinos formavam a palavra “cambalacho” pelas ruas de São Paulo.
No último capítulo de Cambalacho, o autor Silvio de Abreu aparece em cena como o padre do casamento de Naná (Fernanda Montenegro) e Gegê (Gianfrancesco Guarnieri). O diretor Jorge Fernando surge como palhaço no circo do personagem Ricky, vivido por Marcos Frota. Quem também fez uma participação especial foi o diretor Daniel Filho, como um agente da Interpol disfarçado que prende Andréia no último capítulo. Ainda houve as participações especiais do piloto Ingo Hoffmann, que, num certo momento da trama, patrocinou o personagem Atos (Flávio Galvão), que passava a ser piloto de motos na empresa de Ingo, a Hoffman & Hoffman, e de Cláudia Raia, que fez uma milionária portenha e desfiou um sotaque espanhol. Sua participação era aguardada há muito tempo porque, segundo Cláudia, Silvio de Abreu escreveu especialmente para ela o papel de Debbie Day, que teve que recusar na época em que Roque Santeiro – novela na qual atuava – se estendeu (o papel acabou ficando com Christine Nazareth).
Durante a exibição do capítulo 21, em uma cena que Rogério (Cláudio Marzo) liga para a Polícia, ele se comunica com um delegado de nome Cassiano. No diálogo, é possível perceber uma homenagem ao autor Cassiano Gabus Mendes: "Claro delegado Cassiano, eu sei que de Costureiro e Detetive, o senhor entende".

## Audiência
Cambalacho é uma das novelas das sete de maior audiência da história da Globo, a ponto de ser, junto de Anjo Mau e Locomotivas, uma das poucas novelas dessa faixa a superar a audiência de uma novela das oito. Teve média geral de 56 pontos, considerado um fenômeno pois na época a meta de audiência de uma novela das sete era de 40 pontos.

## Exibição
Foi reapresentada no Vale a Pena Ver de Novo de 8 de julho a 13 de dezembro de 1991, substituindo Top Model e sendo substituída por Fera Radical, em 115 capítulos.
Foi reexibida pelo Vídeo Show, no quadro Novelão, de 17 de setembro a 28 de setembro de 2012, substituindo Direito de Amar e sendo substituída por Dancin' Days, em dez capítulos.
Foi reexibida na íntegra pelo Canal Viva de 24 de agosto de 2015 a 18 de março de 2016, substituindo Pedra sobre Pedra e sendo substituída por Meu Bem, Meu Mal, às 14h30.
Em 2011, a Globo chegou a cogitar fazer um remake da trama, novamente no horário das 19 horas e que estrearia em maio de 2012 no lugar da nova versão de Guerra dos Sexos. A Globo adiou o projeto da novela porque a produção tinha semelhanças com outras tramas que a emissora pretendia exibir naquela ocasião.

### Outras mídias
Em 04 de dezembro de 2023, foi disponibilizada na íntegra pelo Globoplay, como parte do Projeto Resgate.

### Exibição internacional
Cambalacho foi vendida para mais de dez países, entre os quais, Angola, Bolívia, Itália, Porto Rico, Portugal e Venezuela.

## Trilha sonora

### Nacional
Capa: logotipo da novela
| Lado A |                                  |                 |                    |         |  |
| N.º    | Título                           | Música          | Personagem         | Duração |  |
| 1.     | "Perigosa"                       | Syndicatto      | Andréia            | 4:41    |  |
| 2.     | "Armando Eu Vou"                 | Cida Moreira    | Naná               | 2:33    |  |
| 3.     | "Jerônimo (part. Canto a Canto)" | Germano Mathias | Jejê               | 2:30    |  |
| 4.     | "Parece Mas Não É"               | Carbono 14      | Rick               | 3:02    |  |
| 5.     | "Estrela de Bastidor"            | Ângela Maria    | Lili Bolero        | 3:09    |  |
| 6.     | "Vila Curiosa (part. Papavento)" | Passoca         | Locação: Carandiru | 3:23    |  |
| 7.     | "Cambalacho"                     | Walter Queiroz  | Abertura           | 2:00    |  |

| Lado B |                                                      |                  |                  |         |  |
| N.º    | Título                                               | Música           | Personagem       | Duração |  |
| 8.     | "Filho da Cidade"                                    | Sérgio Dias      | Athos            | 4:18    |  |
| 9.     | "Só Eu Sei"                                          | Gilliard         | Ana Machadão     | 3:49    |  |
| 10.    | "O Ganso que Dança"                                  | Zona Sul         | Thiago           | 3:46    |  |
| 11.    | "Jardins"                                            | A Voz do Brasil  | Locação: Jardins | 2:29    |  |
| 12.    | "Deus Nos Acuda"                                     | Fundo de Quintal | Wanderley e Céci | 2:37    |  |
| 13.    | "Alguém que Olhe Por Mim (Someone to Watch Over Me)" | Emílio Santiago  | Amanda e Rogério | 4:06    |  |

### Internacional
Capa: Débora Bloch e Edson Celulari
| Lado A |                                |                     |                       |         |  |
| N.º    | Título                         | Música              | Personagem            | Duração |  |
| 1.     | "The Captain Of Her Heart"     | Double              | Thiago e Ana Machadão | 4:36    |  |
| 2.     | "Bad Boy"                      | Miami Sound Machine | Locação: Physical     | 3:58    |  |
| 3.     | "Don’t You Love Me Anymore"    | Joe Cocker          | Wanderley e Céci      | 5:10    |  |
| 4.     | "Let’s Dance"                  | Chris Rea           | Naná e Jejê           | 4:11    |  |
| 5.     | "Greatest Love of All"         | Whitney Houston     | Amanda e Rogério      | 4:50    |  |
| 6.     | "Don Quichotte"                | Magazine 60         | Locação: São Paulo    | 3:29    |  |
| 7.     | "Somebody Won’t Sleep Tonight" | Frederick           | Geral                 | 5:57    |  |

| Lado B |                        |                                  |                                |         |  |
| N.º    | Título                 | Música                           | Personagem                     | Duração |  |
| 1.     | "On My Own"            | Patti LaBelle & Michael McDonald | Porthos e Julinha              | 4:39    |  |
| 2.     | "Something about You"  | Level 42                         | Locação: São Paulo             | 4:22    |  |
| 3.     | "Manic Monday"         | Bangles                          | Ana Machadão                   | 3:06    |  |
| 4.     | "Cherish"              | Kool & The Gang                  | Andréia                        | 4:42    |  |
| 5.     | "Better Be Good To Me" | Tina Turner                      | Tina Pepper                    | 4:04    |  |
| 6.     | "Rough Boy"            | ZZ Top                           | Locação: Corridas de Motocross | 4:52    |  |
| 7.     | "I’m Loosing You"      | Ven-Uto                          | Amanda e Aramis                | 4:23    |  |